# Mahmud Barzani

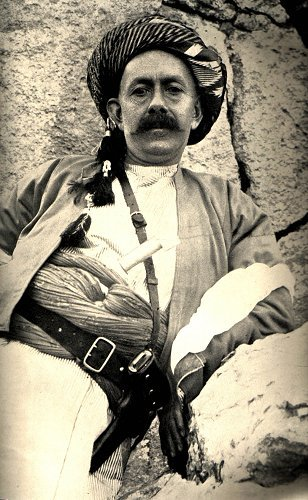
Maḥmūd Bārzānji

Maḥmūd Bārzānī (in arabo ﻣﺤﻤﻮﺩ ﺑﺎﺭﺯﺍﻧﻲ‎?; Barzan, 1878 – 9 ottobre 1956) è stato un politico curdo-iracheno.

## Biografia
Lo sceicco Maḥmūd Bārzānji, o Berzenji fu il leader che organizzò numerose insurrezioni curde contro i britannici che avevano avuto dalla Società delle Nazioni il mandato sulla Mesopotamia, come compenso della vittoria degli Alleati contro gli Imperi centrali e l'Impero ottomano.
Era uno sceicco della confraternita sufi della Qadiriyya e la sua famiglia era originaria di Sulaymaniyya, attualmente nel Kurdistan iracheno.
Per due volte egli si proclamò re del Kurdistan indipendente.

## Le rivolte di Mahmud
Lo sceicco Mahmud guidò la prima insurrezione curda nel meridione del Kurdistan, controllato dal Regno Unito nel maggio del 1919. Poco prima, essendo stato nominato governatore di Sulaymaniyya, egli ordinò l'imprigionamento di tutti i militari e i civili britannici presenti nella regione. Dopo aver preso il controllo dell'area, lo sceicco Maḥmūd Bārzānji organizzò una forza militare tra i suoi seguaci curdi iraniani e proclamò se stesso "sovrano di tutto il Kurdistan".
Non appena i britannici si accorsero del suo crescente potere politico e militare, risposero prontamente con la forza militare. Due brigate britanniche furono dispiegate nella regione ed esse riuscirono a sconfiggere i guerrieri dello sceicco Maḥmūd a Darbandi Bazyan, vicino Sulaymaniyya, nel giugno del 1919. Lo sceicco Maḥmūd Bārzānji fu infine arrestato ed esiliato nell'India nel 1921.
I suoi guerrieri continuarono nondimeno ad opporsi ai britannici dopo il suo arresto. Il successo dei combattenti curdi obbligò il Regno Unito a concedere l'autonomia al Kurdistan iracheno nel 1923.
Tornato nella regione nel 1922, lo sceicco Maḥmūd continuò a promuovere incursioni contro le forze del Regno Unito, proclamandosi ancora una volta Re. Il 14 settembre 1922, i britannici riconobbero lo sceicco Maḥmūd Bārzānji primo re del Kurdistan sotto loro Mandato.
Il Regno del Kurdistan finì nel 1924. Il Governo britannico aveva infine sconfitto lo sceicco Maḥmūd e aveva formalmente riconosciuto come re d'Iraq Faysal ibn al-Husayn e il suo governo a guida quasi interamente araba. Lo sceicco Maḥmūd si rifugiò nelle montagne e solo in seguito firmò un accordo di pace col governo iracheno del nuovo Iraq nel 1932.